# Spragga Benz
Spragga Benz (* 30. Mai 1969 als Carlton Errington Grant in Kingston, Jamaika) ist ein jamaikanischer Dancehall-Deejay.

## Leben

### Karriere
Seine Karriere als Deejay begann 1991 unter dem Künstlernamen Spaghetti, den ihm seine Freunde gaben, weil er lang und dünn war. Später wurde daraus Spragga. Das Benz im Namen steht für das Soundsystem L.A. Benz, mit dem er seine ersten Auftritte hatte und das ihm die Möglichkeit zu einer Aufnahmesession für eine Dubplate mit Buju Banton einbrachte. Es war ursprünglich geplant, dass der zu der Zeit schon sehr bekannte Deejay Banton vier Lieder für L.A. Benz produzierte. Er besang aber nur zwei Duplates und schlug dann vor, dass Spragga die anderen zwei toasten sollte. Er freestylte ein paar Zeilen, da er noch keine geschriebenen Texte besaß. Dabei entstand der spätere Hit Love Mi Gun.
Er wurde bald zu einem gefragten Deejay, der mit verschiedenen Produzenten und Musikern zusammenarbeitete, unter anderem mit Bobby Digital. Er hatte mehrere Hits wie z. B. Could*A*Deal (produziert von Winston Riley 1993) und Girls Hooray (produziert von Steely & Clevie 1993). Eine Reihe guter Duplates folgten, wovon viele auf seinem Debütalbum Jack It Up (1994) enthalten sind. Durch den Erfolg des Albums bekam er ein Labelvertrag mit Capitol Records. Dort veröffentlichte er 1995 sein zweites Album Uncommonly Smooth. Auf diesem singt er auch zusammen mit Chevelle Franklyn (A-1 Lover) und Ben E. King (Spanish Harlem). Für Capitol Records verkaufte sich das Album nicht gut genug, daher kündigten sie ihn. Danach verbrachte Spragga ein paar Jahre damit, ausschließlich Singles auf kleinen jamaikanischen Labels zu veröffentlichen. Dabei arbeitete er mit verschiedenen Künstlern zusammen, unter anderem Wyclef Jean und KRS-One. Im Jahr 1999 nahm er zusammen mit dem Dancehallsänger Beenie Man das Clash-Album Two Badd DJ's auf und hatte einen Nummer-eins-Hit in Jamaika mit der Single-Auskopplung She Nuh Ready Yet. Der Track war auch auf seinem dritten Album Fully Loaded aus dem Jahr 2000 enthalten. Auf dem Album singt er Duette mit Lady Saw (Backshot) und Foxy Brown (Too Stoosh). Als Co-Produzent beteiligte sich der weltbekannte Housemusik-Produzent Todd Terry. Im selben Jahr hatte er sein Leinwanddebüt mit seinem selbst produzierten Film Brooklyn Babylon. Im Jahr darauf hatte er eine leitende Rolle im Gangsterfilm Shottas. 2002 erschien das vierte Album von Spragga Benz mit dem Namen Thug Nature. 2003 nahm Benz eine Reihe von Duetten mit Künstlern wie z. B. Carly Simon und Shannon auf, um in den US-amerikanischen Markt einzusteigen. Im Juli 2007 war Spragga Benz zusammen mit Foxy Brown Co-Gastgeber der Urban Music Awards in New York. Im selben Jahr erschien sein Album Live Good. 2008 wurde er als erster karibischer Musiker für drei Auszeichnungen auf der Urban Music Awards nominiert. Spragga Benz hat viele Musiker entdeckt und gefördert wie z. B. Assassin.

### Privat
In den späten 1990er Jahren gründete Spragga Benz das Projekt Stay In School, ein Programm für bedürftige Schüler seiner Heimatstadt Franklin Town.
Sein Sohn Carlton „Carlisle“ Grant Jr., der im Film Shottas eine junge Version seines Vaters spielte, wurde am Samstag, den 23. August 2008 von der Polizei in Jamaikas Hauptstadt Kingston erschossen. Laut Polizeiangaben wurden er und eine weitere Person in der Kingston 8 Area angehalten. Als die Polizei sich näherte, eröffnete einer der Männer das Feuer und die Polizei erwiderte das Feuer. Daraufhin flüchteten die Männer. Als die Polizei die Gegend durchsuchte, fanden sie Grant Jr. mit einer Schussverletzung und einer halbautomatischen Pistole mit 45er Kaliber. Grant Jr. wurde in ein Krankenhaus gebracht, wo er dann verstarb.
Nach dem Tod seines Sohnes gründete Spragga Benz die Carlisle-Stiftung zur Unterstützung der örtlichen Jugend.
Spragga Benz ist unverheiratet und lebt in Franklin Town, Jamaika. Er ist ein gläubiger Rastafari.

## Diskografie

### Alben
- 1994: Jack It Up (VP Records)
- 1995: Uncommonly Smooth (Capitol Records)
- 1999: Two Bad DJs (zusammen mit Beenie Man) (VP Records)
- 2000: Fully Loaded (VP Records)
- 2002: Thug Nature  (Empire Musicwerks)
- 2007: Live Good (VP Records)
- 2008: Prototype (Drop Di Bass records)
- 2010: Shotta Culture (Boomtunes Records)

### Singles, Dublates (Auswahl)
- 1992: Love mi Gun
- 1993: Girls Horray
- 1993: Everything Matey Do (Greensleeves Records)
- 1994: Camouflage (Penthouse Records)
- 1994: Moving up The Line (Penthouse Records)
- 1995: A-1 Lover (Capitol Records)
- 1995: Chunky  (Greensleeves Records)
- 1996: Love God And Live (Digital-B)
- 1998: Peace (Hi Profile)
- 1998: She Nuh Ready Yet (Juvenile)
- 1999: F*ck P*ssy (Benz Speculous)
- 1999: Lezz (Rookie Production)
- 1999: Magnum (K..Licious Music)
- 2000: Jah-Mek-A „Mi Island“ (Too Good Productions)
- 2000: Slow Country (Parlophone)
- 2000: Work Wid It (Reggae Vibes)
- 2001: Gi Wi Dem (Centron Sound Company)
- 2001: Katty (Massive B)
- 2002: African Move (Mentally Disturbed Vinyls)
- 2002: Glad Mi Meet Her (Awful Music)
- 2003: Guns & Girls & Ganja (Black Shadow Records)
- 2003: Love Rasta (Builders)
- 2003: Real Niggaz (K..Licious Music)
- 2004: The Ganja Song (Penthouse Records)
- 2004: Wining Queen (H2O Productions)
- 2005: Backative Strong (Mista Wilks Productions)
- 2005: Now Mi Seh (First Name Music)
- 2006: Works (Loud Disturbance Records)
- 2007: Youth Dem Need It (Time Travel Productions)
- 2008: Down In There (Stainless Records)
- 2010: Shotta Culture (BoomTunes)

### Zusammenarbeit mit anderen Künstlern (Auswahl)
- feat. Foxy Brown – Oh Yeah
- feat. Kelis – Fire
- feat. Kardinal Offishall und Darryl Riley – The Best Man
- feat. Tanya Stephens – Gangsta Gal
- feat. Stephen Marley und Julian Marley – Iron Bars
- feat. Ben E. King – Spanish Harlem
- feat. Lil’ Bow Wow – Bounce With Me Remix